# Alchemilla schlechteriana
Alchemilla schlechteriana är en rosväxtart som beskrevs av Werner Hugo Paul Rothmaler. Alchemilla schlechteriana ingår i släktet daggkåpor, och familjen rosväxter. Inga underarter finns listade i Catalogue of Life.